# Butirina
A butirina é um tipo de gordura encontrada na manteiga. Entre outras coisas, é um dos ingredientes usados para fazer margarina. [carece de fontes?]